# 相傑
相傑（1428年—？），字世英，直隸松江府華亭縣人，順天府大興縣匠藉，明朝政治人物。進士出身。

## 生平
順天府鄉試第三十七名。景泰二年（1451年）辛未科會試第十九名，殿試登進士第二甲第五十一名。

## 家族
曾祖相元。祖父相國賢。父亲相榮。